# Mike Grant
Pour les articles homonymes, voir Michael Grant.
Temple de la renommée : 1950
Mike Grant (né le 27 novembre 1873 à Montréal, dans la province de Québec, au Canada – mort le 20 août 1955 également à Montréal) est un joueur professionnel canadien de hockey sur glace qui évolue au poste de défenseur entre 1893 et 1902.
Capitaine des Victorias de Montréal, il remporte avec eux le titre de champion de leur ligue à plusieurs reprises et ainsi que cinq coupes Stanley.

## Biographie

### Ses débuts
Mike Grant est né le 27 novembre 1873 à Montréal au Québec ; il est le fils d'un forgeron et remporte à l'âge de onze ans trois titres de patinage de vitesse dans les catégories de moins de 12, 14 et 16 ans. En plus du hockey, il se passionne pour la crosse et pour les courses de chevaux.
Il remporte le titre de champion junior avec l'équipe Crystal Junior Hockey Club en 1890-1891, saison au cours de laquelle il est nommé capitaine de son équipe. Toujours capitaine de sa formation, il remporte les championnats lors des deux saisons suivantes dans le niveau intermédiaire entre les rangs juniors et les rangs seniors. Il rejoint ensuite les Maples de Montréal mais joue aussi pour les Victorias de Montréal qui l'ont également repéré.

### Avec les Victorias de Montréal

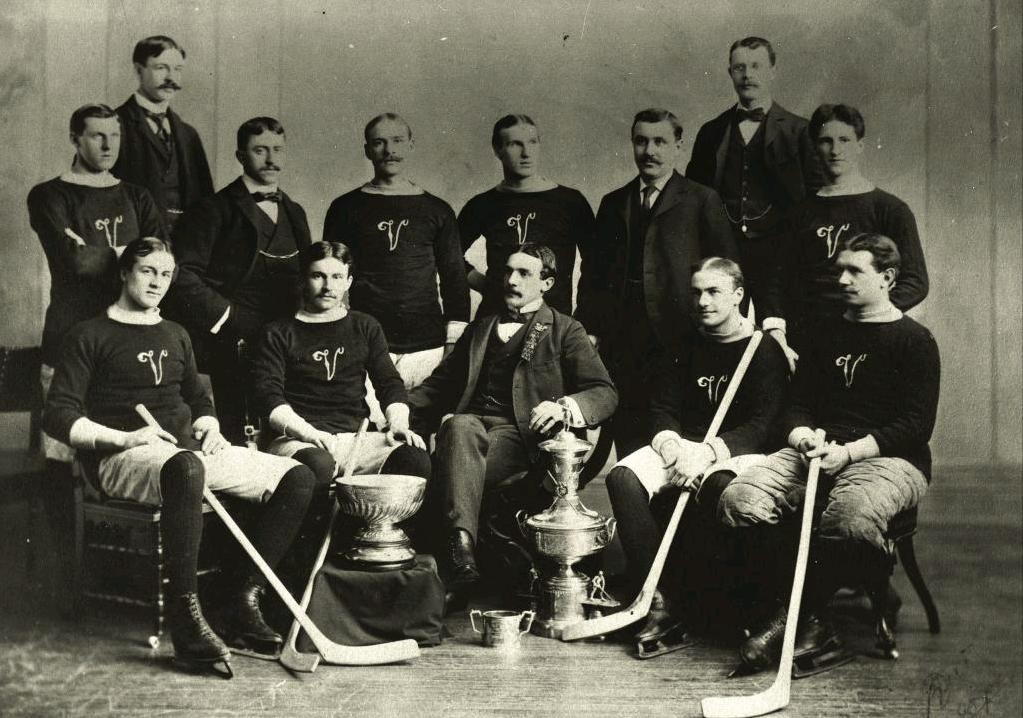
L'équipe des Victorias de Montréal championne en 1897, Mike Grant est le quatrième joueur du rang debout en partant de la gauche.

Grant fait ses débuts avec les Victorias dans l'Association de hockey amateur du Canada, lors de la saison 1893-94 ; alors que beaucoup de supporters de l'équipe ne voient pas d'un bon œil l'arrivée de ce fils d'ouvrier dans l'équipe, il participe à cinq des huit rencontres de son équipe. Au cours de cette saison, quatre des cinq formations de la ligue finissent à égalité avec cinq victoires et trois défaites ; les Crystals de Montréal, qui comptent huit défaites, terminent derniers. Aucune procédure n'étant prévue pour départager les équipes, il est décidé après l'abandon des Bulldogs de Québec de mettre en place une série de rencontres opposant d'abord les deux équipes de Montréal puis le vainqueur au Club de hockey d'Ottawa. Le match entre les Victorias et les joueurs du Montreal Hockey Club a lieu le 17 mars 1894 et les Victorias s'inclinent sur le score de 3-2.
Pour la saison 1895, Grant devient le nouveau capitaine de son équipe qu'il guide à la première place du classement de l'AHAC avec six victoires et deux défaites en huit rencontres. Selon les règles en vigueur à l'époque les Victorias doivent recevoir la Coupe Stanley mais les trustees de la Coupe décident que le Montreal Hockey Club, champion en titre de la Coupe Stanley, doit jouer un match contre l'Université Queen's de l'Association de hockey de l'Ontario pour savoir à qui revient la Coupe. Avec la victoire 5-1 du Montreal Hockey Club, la Coupe reste dans l'AHAC et les Victorias mettent la main sur leur première Coupe Stanley.
Les Victorias de Montréal terminent une nouvelle fois en tête de l'AHAC au terme de la saison 1896 avec sept victoires et une seule défaite. Les joueurs des Victorias de Winnipeg défient Grant et ses coéquipiers ; la rencontre a lieu le 14 février 1896 et Winnipeg l'emporte 2-0 avec un blanchissage de leur gardien George Merritt ; Dan Bain inscrit le premier but et C.J. « Tote » Campbell le second.
Les joueurs de Montréal veulent prendre leur revanche mais en raison de conditions météorologiques peu favorables le match entre les deux équipes n'a lieu qu'au mois de décembre 1896. Menés 4-2 par leur rivaux, dont deux buts de Dan Bain, les joueurs de Montréal réagissent et remportent la rencontre 6-5. Les Victorias remportent un troisième titre consécutif de champions de l'AHAC à la fin de la saison 1897 avec encore une fois une seule défaite sur les huit rencontres disputées. Ils sont ainsi officiellement à nouveau champions de la Coupe Stanley.

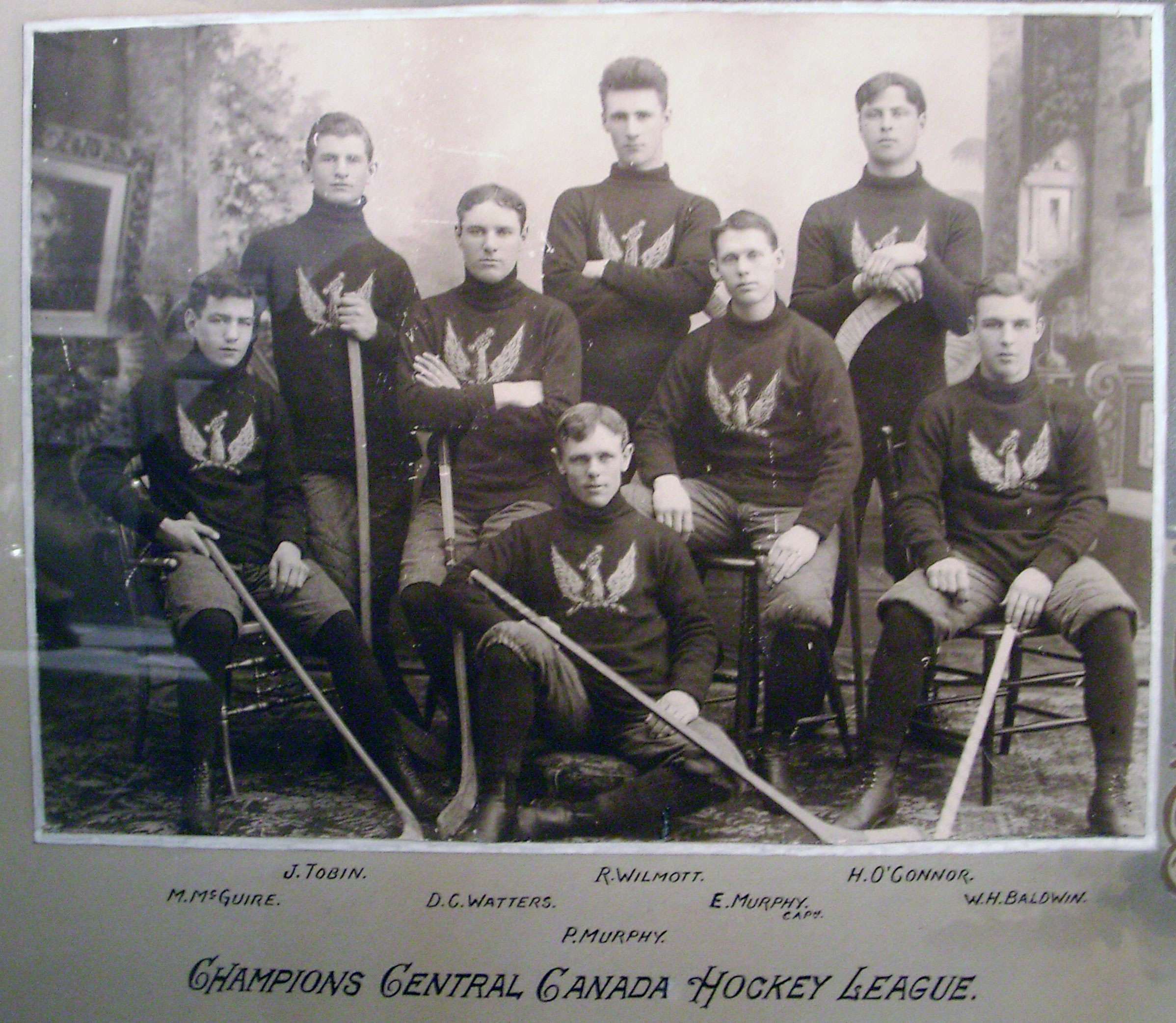
Les Capitals d'Ottawa lancent un défi aux Victorias de Montréal en décembre 1897 mais sont battus 15-2.

Avant la saison 1898, les Victorias reçoivent un défi de la part des Capitals d'Ottawa de la Capital Amateur Athletic Association et les trustees décident de mettre en place une série au meilleur des trois matchs mais après la victoire 15-2 des Victorias lors de la première rencontre, la série est arrêtée. L'AHAC laisse la place à la Canadian Amateur Hockey League mais les Victorias ne laissent cette fois aucune chance à leurs adversaires en remportant l'intégralité des huit matchs joués et gagnent une nouvelle fois la Coupe Stanley.
Au cours de la saison suivante, les deux équipes des Victorias de Montréal et de Winnipeg se rencontrent une nouvelle fois pour la Coupe Stanley ; il est décidé de la jouer sur une série de deux rencontres dont le vainqueur est désigné au total des buts inscrits. L'aréna de Montréal accueille les deux rencontres et le premier des deux matchs se solde par une victoire 2-1 des joueurs locaux. La deuxième rencontre est sujette à controverse : Dan Bain, capitaine de l'équipe, ne joue pas le match en raison d'une blessure à l'œil lors du match précédent. Alors que Montréal mène 3-2 et qu'il reste douze minutes à jouer, Bob Macdougall blesse un joueur de Winnipeg, Tony Gingras, et ce dernier doit quitter le jeu. Macdougall ne reçoit que deux minutes de pénalité par l'arbitre du match, Bill Findlay, alors que ce dernier avait annoncé avant la rencontre que le premier joueur blessant un joueur adverse délibérément serait exclu. Les joueurs de Winnipeg décident de rentrer au vestiaire pour avoir gain de cause mais l'arbitre, qui se sent offensé, rentre chez lui. Les Victorias du Winnipeg quittent à leur tour l'aréna mais sont finalement déclarés forfaits quand Findlay y revient une demi-heure plus tard et que seuls les joueurs de Montréal sont encore présents. Grant et les Victorias mettent la main sur leur cinquième Coupe Stanley.

### Fin de carrière
Cependant, à la fin de la saison 1899, les Victorias sont détrônés par les Shamrocks de Montréal qui terminent devant eux au classement de la CAHL avec une victoire de plus, les joueurs des Victorias concédant deux défaites contre les Shamrocks au cours de la saison. La saison 1900 est une des pires des Victorias avec seulement deux victoires et six défaites alors que leur capitaine ne joue que deux rencontres. Il rejoint la saison suivante les Shamrocks pour une saison en 1901 mais ne participe qu'à deux rencontres alors que son équipe compte quatre victoires et quatre défaites.
Il joue sa dernière saison en retournant pour une dernière saison avec les couleurs des Victorias, une dernière saison de sept matchs pour Grant et de quatre victoires et quatre défaites pour les Victorias. Au cours des trois saisons qu'il suit, il reste dans le monde proche du hockey en étant arbitre. Il passe par la suite son temps à voyager aux États-Unis pour y faire découvrir sa passion et ses conseils de joueur de hockey. En 1950, il est admis au sein du Temple de la renommée du hockey en même temps que des joueurs comme Silas Griffis, Édouard Lalonde ou encore Joe Malone. Il meurt cinq jours plus tard, le 20 août 1955,.

## Statistiques
| Saison | Équipe                | Ligue |    | Saison régulière | Saison régulière | Saison régulière | Saison régulière | Saison régulière |   | Séries éliminatoires | Séries éliminatoires | Séries éliminatoires | Séries éliminatoires | Séries éliminatoires |
| Saison | Équipe                | Ligue | PJ | B                | A                | Pts              | Pun              | PJ               | B | A                    | Pts                  | Pun                  |                      |                      |
| 1894   | Maples de Montréal    | MCJHL |    |                  |                  |                  |                  |                  |   |                      |                      |                      |                      |                      |
| 1894   | Victorias de Montréal | AHAC  | 5  | 0                | 0                | 0                |                  | 1                | 0 | 0                    | 0                    |                      |                      |                      |
| 1895   | Victorias de Montréal | AHAC  | 8  | 1                | 0                | 1                |                  |                  |   |                      |                      |                      |                      |                      |
| 1896   | Victorias de Montréal | AHAC  | 8  | 3                | 0                | 3                |                  | 2                | 0 | 0                    | 0                    |                      |                      |                      |
| 1897   | Victorias de Montréal | AHAC  | 8  | 3                | 0                | 3                |                  | 1                | 0 | 0                    | 0                    |                      |                      |                      |
| 1898   | Victorias de Montréal | AHAC  | 8  | 1                | 0                | 1                |                  |                  |   |                      |                      |                      |                      |                      |
| 1899   | Victorias de Montréal | CAHL  | 7  | 2                | 0                | 2                |                  | 2                | 0 | 0                    | 0                    |                      |                      |                      |
| 1900   | Victorias de Montréal | CAHL  | 2  | 0                | 0                | 0                |                  |                  |   |                      |                      |                      |                      |                      |
| 1901   | Shamrocks de Montréal | CAHL  | 2  | 0                | 0                | 0                |                  | 2                | 0 | 0                    | 0                    |                      |                      |                      |
| 1902   | Victorias de Montréal | CAHL  | 7  | 0                | 0                | 0                |                  |                  |   |                      |                      |                      |                      |                      |

## Trophées et honneurs personnels
- 1890-1891 : champion junior avec le Crystal Junior Hockey Club ;
- 1891-1892 : champion intermédiaire avec les Crystal Intermediates ;
- 1892-1893 : champion intermédiaire avec les Crystal Intermediates ;
- Remporte la Coupe Stanley avec les Victorias de Montréal en 1895, décembre 1896, 1897, 1898 et février 1899 ;
- 1950 : admis au Temple de la renommée du hockey.